# Борбина награда за књижевност
Борбина награда за књижевност додељивана је у периоду од 1991. до 1994/1995. у четири категорије. 
Награда је установљена 1991. Додељивао ју је жири критичара књижевног додатка „Свет књиге”, који је четвртком излазио излазио у Борби. 1995. награду је доделио жири дневног листа Наша Борба. Уручење награде приређивано је 19. фебруара, на Дан Борбе. 

## Добитници
Награду су добили следећи књижевници:

#### Награда за књигу године
- 1991 — Милосав Тешић, за књигу Кључ од куће.
- 1992 — Иван В. Лалић, за књигу Писмо.
- 1993 — Радослав Петковић, за књигу Судбина и коментари.
- 1994 — Михајло Пантић, за књигу Новобеоградске приче.
- 1994 — Васа Павковић, за књигу Несигурност у тексту.
- 1995 — Милосав Тешић, за књигу Прелест севера.

#### Награда за прозу
- 1991 — Радослав Братић, за књигу Стах од звона.
- 1992 — Мирослав Јосић Вишњић, за књигу Приступ у кап и семе.
- 1993 — Радослав Петковић, за књигу Судбина и коментари.
- 1994 — Михајло Пантић, за књигу Новобеоградске приче.

#### Награда за поезију
- 1991 — Милосав Тешић, за књигу Кључ од куће.
- 1992 — Иван В. Лалић, за књигу Писмо.
- 1993 — Милосав Тешић, за књигу Благо божије.
- 1994 — Васа Павковић, за књигу Несигурност у тексту.

#### Награда за есеј / критику
- 1991 — Јовица Аћин, за књигу Поетика кривотворења.
- 1992 — Јован Христић, за књигу Позоришни реферати.
- 1993 — Александар Јовановић, за књигу Песници и преци.
- 1994 — Драган Стојановић, за књигу Рајски ум Достојевског.